# Historický archiv Kraljevo

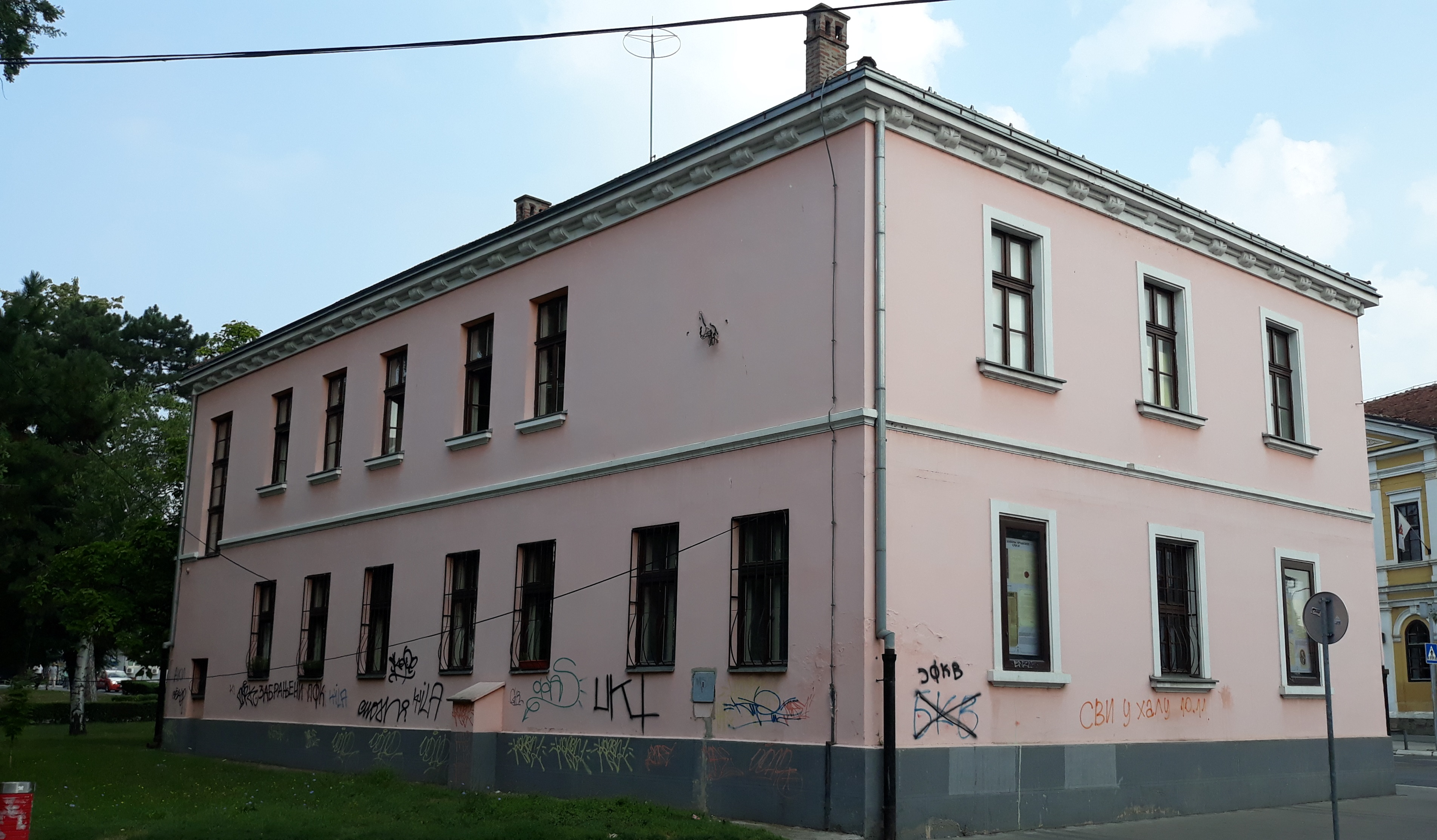
Budova historického archivu.

Historický archiv Kraljevo (srbsky Историјски архив Краљево) je kulturní instituce všeobecného významu, která se věnuje ochraně, uspořádání a archivování na území Rašského okruhu v Srbsku. Sídlí na adrese Dositejeva 19 a patří mu dvě budovy; objekt archivu a depozitář.

## Historie
Archiv byl ustanoven dne 27. prosince 1960 jako Historický archiv pro srez Kraljevo s působností pro město Kraljevo a dále Vrnjačka Banja, Raška, Novi Pazar, Sjenica a Tutin. Od roku 1964 je podřízen městu Kraljevu a tehdy také získal svůj současný název. Od roku 1980 je příslušný jen pro obce Kraljevo Vrnjačka Banja a Raška.
Archiv získal v roce 2020 nový depozitář.

## Archiválie
V archivu se nachází přes 2 000 m archivních dokumentů a celá řada fondů. Archiv má také k dispozici svoji knihovnu, do které patří okolo 8000 svazků. Mezi nejstarší materiály patří matiční knihy z první poloviny 19. století.